# Johann Vopelius
Johann Vopelius, auch Hans Vopelius, (* 1572/73; † hingerichtet am 6. Februarjul. / 16. Februar 1633greg. in Dresden) war ein kursächsischer Offizier, der während des Dreißigjährigen Krieges die mehrmalige Übergabe der Leipziger Pleißenburg zu verantworten hatte.

## Leben
Johann Vopelius entstammte einer sächsischen Familie, als deren ältester Ahn der Hallenser Diakon Nicolaus Vopelius (* um 1483; † 25. Juni 1569 in Halle) gilt. Er stand seit 1605 als Schlosshauptmann in kursächsischen Diensten und wurde von Christian II. am 28. November 1606 zum Hauptmann der kurfürstlichen Leibgarde und Türknechte ernannt. Christians Nachfolger Johann Georg I. übertrug Vopelius im Jahr 1612 das Kommando über die Leipziger Pleißenburg. Zusätzlich zu seinem Amt als Festungskommandant wurde Vopelius auch Hauptmann der Leipziger Verteidigungskompanie, die damals noch als Defensions-Compagnie bezeichnet wurde.
Leipzig wurde einige Tage vor der Schlacht bei Breitenfeld am 7. Septemberjul. / 17. September 1631greg. von kaiserlichen Truppen unter Tilly belagert. Nachdem der Leipziger Rat die Vorstädte abbrennen ließ, drohte der kaiserliche Heerführer, bei weiterem Widerstand, keinen Bewohner der Stadt am Leben zu lassen.
In Anbetrachtung der Verwüstung der Stadt Magdeburg vom 10. Maijul. / 20. Mai 1631greg. befürchtete der Rat, dass Tilly seine Drohung in Leipzig wiederholen würde. Deshalb verhandelten die Leipziger Stadtherren mit dem von Tilly beauftragten Emissär Egon VIII. von Fürstenberg die Bedingungen der Kapitulation aus. Daraufhin übergab Johann Vopelius am 4. Septemberjul. / 14. September 1631greg. die Pleißenburg an die Kaiserlichen.
Nachdem die von Gustav II. Adolf geführten schwedischen und von Hans Georg von Arnim-Boitzenburg kommandierten kursächsischen Heere in der Schlacht bei Breitenfeld über die kaiserlichen Truppen siegten, befahl Tilly die Räumung der Stadt Leipzig. Johann Vopelius wurde nach dem Einzug der kursächsischen Truppen am 13. Septemberjul. / 23. September 1631greg. wieder als Festungskommandant der Leipziger Pleißenburg eingesetzt.
Seit dem 11. Oktoberjul. / 21. Oktober 1632greg. versuchten kaiserliche Herrscharen unter dem Kommando des Generalwachtmeisters Heinrich von Holk Leipzig einzunehmen. Zwei Tage später begann der Beschuss der Pleißenburg, wobei Holk Vopelius aufforderte, ihm die Festung kampflos zu übergeben. Vopelius verweigerte anfänglich die Übergabe, erst als ihm Holk ein Ultimatum stellte, in dem er ein abschreckendes Massaker an Leipziger Frauen und Kinder ankündigte, entschloss sich der Festungshauptmann am 23. Oktoberjul. / 2. November 1632greg. zur Kapitulation.
Nach der Schlacht bei Lützen vom 6. Novemberjul. / 16. November 1632greg. starb der schwer verletzte kaiserliche Reitergeneral Gottfried Heinrich zu Pappenheim einen Tag später auf der Leipziger Pleißenburg.
Bereits am 3. Dezemberjul. / 13. Dezember 1632greg. musste der kaiserliche Feldherr Wallenstein die Festung an Kursachsen zurückgeben. Johann Vopelius wurde unter Arrest gestellt und einige Tage später nach Dresden gebracht, wo er vor einem Kriegsgericht gestellt wurde. Der ehemalige Festungskommandant wurde wegen seiner letzten Kapitulation zum Tode und zur Enteignung seiner Güter verurteilt, obwohl die Pleißenburg militärisch schwer oder nicht zu verteidigen war. Sie befand sich während des Dreißigjährigen Krieges in einem schlechten baulichen Zustand und war nur mit wenigen Soldaten besetzt. Diese Misere hatte zum großen Teil der sächsische Kurfürst zu verantworten.
Unter den Augen der kurfürstlichen Familie wurde Johann Vopelius am 6. Februarjul. / 16. Februar 1633greg. auf dem Dresdner Neumarkt enthauptet. Johann Georg I. unterband das Abschneiden von drei Fingern der rechten Hand und schwächte mit diesem Gnadenbeweis das ursprüngliche Urteil ab. Einige Jahrzehnte später erhielten Vopelius‘ Nachkommen die konfiszierten Güter zurück.
Leipzig wurde Ende August 1633 erneut von Holks Truppen belagert und geplündert. Da in der Stadt die (möglicherweise von den Söldnern eingeschleppte) Pest ausbrach, rückten die Kaiserlichen auf Befehl Wallensteins wieder ab. Der von Bauern und Städtern gleichermaßen verhasste Hol Kuh starb am 9. September 1633 in Troschenreuth (Vogtland). Der schwedische Feldmarschall Johann Banér scheiterte Anfang 1637 bei einem weiteren Versuch, Leipzig zu erobern. Dies war vor allem das Verdienst des seit 1633 auf der Pleißenburg dienenden Hauptmanns Christoph von Drandorf, der nach der Übergabe der Pleißenburg an die Schweden im Jahr 1642 ebenfalls vor einem Kriegsgericht gestellt wurde und zur einen lebenslänglichen Haft verurteilt wurde.